# Gastrodia ballii
Gastrodia ballii är en orkidéart som beskrevs av Phillip James Cribb och J. Browning. Gastrodia ballii ingår i släktet Gastrodia och familjen orkidéer. Inga underarter finns listade i Catalogue of Life.